# Edmund Barton
Sir Edmund Barton (Glebe (New South Wales), 18 januari 1849 – Medio Bath (New South Wales), 7 januari 1920) was een Australisch politicus en rechter. Hij was de eerste premier van Australië en mede-oprichter van het Hooggerechtshof van Australië.

## Levensloop
Barton werd geboren als jongste kind in een gezin van negen kinderen. Hij studeerde klassieke talen aan de Universiteit van Sydney, waar bleek daar ook talent voor cricket te hebben. In 1879 was hij scheidsrechter bij een wedstrijd tussen een Australisch en een Engels team. Na een controversiële beslissing van een van zijn collega's viel de menigte verschillende van de Engelse spelers aan.
Zijn politieke carrière begon in 1879 na zijn verkiezing in het parlement van de staat New South Wales. In januari 1889 vroeg George Dibbs hem als Openbaar aanklager in zijn regering. Daarin had hij slechts twee maanden zitting omdat daarna al een nieuwe regering werd gevormd. Dibbs vormde in 1892 opnieuw een regering in New South Wales. Hij vroeg Barton opnieuw als Openbaar aanklager. Barton bleef naast zijn werk voor de staat werkzaam als advocaat. Eind 1893 viel het besluit dat ministers niet het recht hadden om als advocaat tegen de staat te procederen. Barton, die op dat moment in een staat tegen de zaak verwikkeld was, trad daarom af.
Al vroeg was hij voorstander van een federatie. Dit werd een serieus politiek thema na de beroemde Tenterfield Oration van Henry Parkes waarin hij opriep dat de zeven Australische kolonies als federatie verder moesten gaan. Barton bezocht in 1891 de National Australasian Convention. Hij hielp mee aan het schrijven van een concept-grondwet die grotendeels gelijk was aan de uiteindelijke tekst van de grondwet. Van 1901 gaf Barton leiding aan de beweging die streefde naar een federatie. Tussen 1903 en 1907 sprak hij bijna 300 bijeenkomsten toe.
Tijdens de Constitutional Convention in 1897 waar de grondwet opgesteld werd leidde Barton de delegatie uit New South Wales. In september 1897 vond de conventie plaats in Sydney om 286 wijzigingsvoorstellen te behandelen. De definitieve tekst van de grondwet werd in maart 1898 aangenomen en Barton ging terug naar New South Wales om campagne te voeren voor de aanname van de grondwet. Het eerste referendum in juni 1798 was ongeldig, omdat te weinig nmensen gingen stemmen. Tijdens een tweede referendum in juni 1899 stemde een groot deel van de bevolking van New South Wales voor. In 1900 ging hij naar Londen samen met Alfred Deakin en Charles Kingston op de wet uit te leggen aan de Britse overheid.
Weinig mensen twijfelden eraan dat Barton als de leidende federalist van de oudste staat de eerste premier zou worden van de nieuwe federatie. In plaats daarvan nodigde gouverneur-generaal Lord Hopetoun William Lyne, premier van New South Wales, uit om een regering te vormen. Dit was een grote blunder omdat Lyne onaanvaardbaar was voor prominente federalisten zoals Deakin. Dit kwam omdat Lyne lange tijd een tegenstander was van de federatie en pas op het laatste moment zich bedacht. Na lange onderhandelingen kwam Barton uiteindelijk naar voren als de nieuwe premier vanaf 1 januari 1901.
De belangrijkste verantwoordelijkheid van Bartons regering was om de federale verkiezingen voor te bereiden die in maart 1901 plaatsvonden. Zijn eigen Protectionistische Partij behaalde samen met de Labour-partij genoeg stemmen om een regering te vormen. De Immigration Restriction Act werd in 1901 aangenomen door het parlement. Door middel van de wet wilde de regering de immigratie van Aziaten naar Australië limiteren. De premier zei dat “de doctrine van de gelijkheid tussen mensen nooit bedoeld was om te zeggen dat een Engelsman gelijk is aan een Chinees”.
Barton stond bekend als een gematigde conservatief. Zijn relaxte houding richting de politiek kon op veel weerstand rekenen bij de Liberalen.
Gedurende 1902 was de politicus lange tijd in Engeland vanwege de kroning van Edward VII. Deze periode gebruikte hij ook om te onderhandelen over de inzet van de Royal Navy, Australië betaalde Groot-Brittannië voor de inzet van de Royal Navy in het geval van een buitenlandse bedreiging. Minister van Buitenlandse Zaken Deakin was tegenstander van dit akkoord en wilde een eigen Australische marine. In september 1903 trad Barton terug als premier om rechter te worden in het nieuw gevormde hooggerechtshof. Deakin volgde hem op als premier.
Als rechter kwam hij op voor de soevereiniteit van de staten tegen de federatie. Hij stond bekend als iemand met kennis van zaken die onpartijdigheid nastreefde In 1919 was hij zwaar teleurgesteld omdat hij overgeslagen werd voor de positie van opperrechter na het overlijden van Samuel Griffith.
- Australian Dictionary of Biography: barton-sir-edmund-toby-71
- Gemeinsame Normdatei: 1069962260
- International Standard Name Identifier: 0000 0000 6394 128X
- Library of Congress Control Number: n2001035001
- Nationale bibliotheek van Australië: 35651910
- Nationale Bibliotheek van Israël: 987007603720205171
- SNAC: w6rx9ppm
- Système universitaire de documentation: 05662204X
- Trove: 551057
- Virtual International Authority File: 75658770
- WorldCat: E39PBJbRfW9FWh77hygVyY3hHC